# Guccio Gucci
Guccio Gucci, född 26 mars 1881 i Florens, Italien, död 2 januari 1953 i Milano, var en italiensk modeskapare.
Gucci var son till en lädermakare. Han bodde i Paris en tid, men flyttade snart till London där han arbetade på Savoy Hotel som portier. Det uppges att det var där han blev inspirerad av alla lyxiga väskor han såg gästerna ha med sig.
Gucci flyttade senare tillbaka till Italien där han hjälpte till att producera sadlar och väskor, bland annat åt märket Franzi. 1921 öppnade han firma i Florens under det egna märket Gucci. Inledningsvis låg fokus på sadlar och andra accessoarer för hästfolk. Senare blev väskor och andra accessoarer mer dominerande bland produkterna.
Guccis söner, Aldo, Vasco och Rodolfo, hjälpte honom att driva företaget från 1938 och det var tack vare deras hjälp som namnet Gucci växte sig allt starkare, bland annat med nya butiker i Rom och Milano.